# Liste der Nummer-eins-Hits in Belgien (2017)
Dies ist eine Liste der Nummer-eins-Hits in Belgien im Jahr 2017. Für die niederländischsprachigen Landesteile (Flandern) und die französischsprachigen Landesteile (Wallonie) werden getrennte Charts ermittelt. Veröffentlicht werden die Charts von Ultratop, das auf Initiative der Belgian Entertainment Association (BEA), der Vereinigung der Musik-, Film- und Spieleindustrie des Landes, entstanden ist.

## Flandern

### Singles
| ← 2016 ← | Liste der Nummer-eins-Hits in Belgien (Flandern) | Liste der Nummer-eins-Hits in Belgien (Flandern)         | Liste der Nummer-eins-Hits in Belgien (Flandern)                                                   | 2018 →                    |
| \| Zeitraum \| Wo. ges. \| Interpret \| Titel Autor(en) \| Zusätzliche Informationen \| \| (Zeitraum, Wochen auf Platz eins, Interpret, Titel, Autor[en], zusätzliche Informationen) \| \| \| \| \| \| ----------------------------------------------------------------------------------------- \| -------- \| -------------------------------------------------------- \| -------------------------------------------------------------------------------------------------- \| ------------------------- \| \| 31. Dezember 2016 – 6. Januar 2017 1 Woche (insgesamt 6) \| 6 \| Rag ’n’ Bone Man \| Human Jamie Hartman, Rory Graham \| – \| \| 7. Januar 2017 – 13. Januar 2017 1 Woche \| 1 \| Bruno Mars \| 24K Magic Bruno Mars, Christopher Brody Brown, Philip Lawrence \| – \| \| 14. Januar 2017 – 20. Januar 2017 1 Woche (insgesamt 2) \| 2 \| Dimitri Vegas & Like Mike vs. Diplo feat. Deb’s Daughter \| Hey Baby Dimitri Thivaios, Michael Thivaios, Thomas Wesley Pentz \| – \| \| 21. Januar 2017 – 28. April 2017 14 Wochen (insgesamt 15) \| 15 \| Ed Sheeran \| Shape of You Ed Sheeran, Steve Mac, Johnny McDaid, Kandi Burruss, Tameka Cottle, Kevin Briggs \| – \| \| 29. April 2017 – 5. Mai 2017 1 Woche (insgesamt 2) \| 2 \| The Chainsmokers & Coldplay \| Something Just Like This Andrew Taggert, Guy Berryman, Jonny Buckland, Will Champion, Chris Martin \| – \| \| 6. Mai 2017 – 12. Mai 2017 1 Woche (insgesamt 15) \| 15 \| Ed Sheeran \| Shape of You Ed Sheeran, Steve Mac, Johnny McDaid, Kandi Burruss, Tameka Cottle, Kevin Briggs \| – \| \| 13. Mai 2017 – 19. Mai 2017 1 Woche (insgesamt 2) \| 2 \| The Chainsmokers & Coldplay \| Something Just Like This Andrew Taggert, Guy Berryman, Jonny Buckland, Will Champion, Chris Martin \| – \| \| 20. Mai 2017 – 2. Juni 2017 2 Wochen \| 2 \| Blanche \| City Lights Pierre Dumoulin, Blanche \| – \| \| 3. Juni 2017 – 25. August 2017 12 Wochen \| 12 \| Luis Fonsi feat. Daddy Yankee \| Despacito Luis Rodríguez, Erika Ender, Ramón Ayala \| – \| \| 26. August 2017 – 22. September 2017 4 Wochen \| 4 \| Regi \| Where Did You Go (Summer Love) Regi Penxten, Yves Gaillard, Timofey Reznikov, Lester Williams \| – \| \| 23. September 2017 – 6. Oktober 2017 2 Wochen (insgesamt 6) \| 6 \| Dua Lipa \| New Rules Caroline Ailin, Emily Warren, Ian Kirkpatrick \| – \| \| 7. Oktober 2017 – 13. Oktober 2017 1 Woche (insgesamt 13) \| 13 \| Ed Sheeran \| Perfect Ed Sheeran \| – \| \| 14. Oktober 2017 – 3. November 2017 3 Wochen (insgesamt 6) \| 6 \| Dua Lipa \| New Rules Caroline Ailin, Emily Warren, Ian Kirkpatrick \| – \| \| 4. November 2017 – 10. November 2017 1 Woche (insgesamt 13) \| 13 \| Ed Sheeran \| Perfect Ed Sheeran \| – \| \| 11. November 2017 – 17. November 2017 1 Woche (insgesamt 6) \| 6 \| Dua Lipa \| New Rules Caroline Ailin, Emily Warren, Ian Kirkpatrick \| – \| \| 18. November 2017 – 2. Februar 2018 11 Wochen (insgesamt 13) \| 13 \| Ed Sheeran \| Perfect Ed Sheeran \| – \| |                                                  |                                                          | |                           |
| ← 2016 |                                                  |                                                          | | → 2018 →                  |
| Zeitraum | Wo. ges.                                         | Interpret                                                | Titel Autor(en)                                                                                    | Zusätzliche Informationen |
| (Zeitraum, Wochen auf Platz eins, Interpret, Titel, Autor[en], zusätzliche Informationen) |                                                  |                                                          | |                           |
| 31. Dezember 2016 – 6. Januar 2017 1 Woche (insgesamt 6) | 6                                                | Rag ’n’ Bone Man                                         | Human Jamie Hartman, Rory Graham                                                                   | –                         |
| 7. Januar 2017 – 13. Januar 2017 1 Woche | 1                                                | Bruno Mars                                               | 24K Magic Bruno Mars, Christopher Brody Brown, Philip Lawrence                                     | –                         |
| 14. Januar 2017 – 20. Januar 2017 1 Woche (insgesamt 2) | 2                                                | Dimitri Vegas & Like Mike vs. Diplo feat. Deb’s Daughter | Hey Baby Dimitri Thivaios, Michael Thivaios, Thomas Wesley Pentz                                   | –                         |
| 21. Januar 2017 – 28. April 2017 14 Wochen (insgesamt 15) | 15                                               | Ed Sheeran                                               | Shape of You Ed Sheeran, Steve Mac, Johnny McDaid, Kandi Burruss, Tameka Cottle, Kevin Briggs      | –                         |
| 29. April 2017 – 5. Mai 2017 1 Woche (insgesamt 2) | 2                                                | The Chainsmokers & Coldplay                              | Something Just Like This Andrew Taggert, Guy Berryman, Jonny Buckland, Will Champion, Chris Martin | –                         |
| 6. Mai 2017 – 12. Mai 2017 1 Woche (insgesamt 15) | 15                                               | Ed Sheeran                                               | Shape of You Ed Sheeran, Steve Mac, Johnny McDaid, Kandi Burruss, Tameka Cottle, Kevin Briggs      | –                         |
| 13. Mai 2017 – 19. Mai 2017 1 Woche (insgesamt 2) | 2                                                | The Chainsmokers & Coldplay                              | Something Just Like This Andrew Taggert, Guy Berryman, Jonny Buckland, Will Champion, Chris Martin | –                         |
| 20. Mai 2017 – 2. Juni 2017 2 Wochen | 2                                                | Blanche                                                  | City Lights Pierre Dumoulin, Blanche                                                               | –                         |
| 3. Juni 2017 – 25. August 2017 12 Wochen | 12                                               | Luis Fonsi feat. Daddy Yankee                            | Despacito Luis Rodríguez, Erika Ender, Ramón Ayala                                                 | –                         |
| 26. August 2017 – 22. September 2017 4 Wochen | 4                                                | Regi                                                     | Where Did You Go (Summer Love) Regi Penxten, Yves Gaillard, Timofey Reznikov, Lester Williams      | –                         |
| 23. September 2017 – 6. Oktober 2017 2 Wochen (insgesamt 6) | 6                                                | Dua Lipa                                                 | New Rules Caroline Ailin, Emily Warren, Ian Kirkpatrick                                            | –                         |
| 7. Oktober 2017 – 13. Oktober 2017 1 Woche (insgesamt 13) | 13                                               | Ed Sheeran                                               | Perfect Ed Sheeran                                                                                 | –                         |
| 14. Oktober 2017 – 3. November 2017 3 Wochen (insgesamt 6) | 6                                                | Dua Lipa                                                 | New Rules Caroline Ailin, Emily Warren, Ian Kirkpatrick                                            | –                         |
| 4. November 2017 – 10. November 2017 1 Woche (insgesamt 13) | 13                                               | Ed Sheeran                                               | Perfect Ed Sheeran                                                                                 | –                         |
| 11. November 2017 – 17. November 2017 1 Woche (insgesamt 6) | 6                                                | Dua Lipa                                                 | New Rules Caroline Ailin, Emily Warren, Ian Kirkpatrick                                            | –                         |
| 18. November 2017 – 2. Februar 2018 11 Wochen (insgesamt 13) | 13                                               | Ed Sheeran                                               | Perfect Ed Sheeran                                                                                 | –                         |

### Alben
| ← 2016 ← | Liste der Nummer-eins-Hits in Belgien (Flandern) | Liste der Nummer-eins-Hits in Belgien (Flandern) | Liste der Nummer-eins-Hits in Belgien (Flandern) | 2018 →                    |
| \| Zeitraum \| Wo. ges. \| Interpret \| Titel \| Zusätzliche Informationen \| \| (Zeitraum, Wochen auf Platz eins, Interpret, Titel, zusätzliche Informationen) \| \| \| \| \| \| ------------------------------------------------------------------------------ \| -------- \| ------------------------ \| ---------------------- \| ------------------------- \| \| 17. Dezember 2016 – 20. Januar 2017 5 Wochen (insgesamt 7) \| 7 \| Leonard Cohen \| You Want It Darker \| – \| \| 21. Januar 2017 – 10. Februar 2017 3 Wochen \| 3 \| The xx \| I See You \| – \| \| 11. Februar 2017 – 17. Februar 2017 1 Woche (insgesamt 4) \| 4 \| Bazart \| Echo \| – \| \| 18. Februar 2017 – 24. Februar 2017 1 Woche \| 1 \| Rag ’n’ Bone Man \| Human \| – \| \| 25. Februar 2017 – 10. März 2017 2 Wochen \| 2 \| Niels Destadsbader \| Speeltijd \| – \| \| 11. März 2017 – 31. März 2017 3 Wochen (insgesamt 9) \| 9 \| Ed Sheeran \| ÷ \| – \| \| 1. April 2017 – 7. April 2017 1 Woche \| 1 \| Soulwax \| From Deewee \| – \| \| 8. April 2017 – 5. Mai 2017 4 Wochen (insgesamt 9) \| 9 \| Ed Sheeran \| ÷ \| – \| \| 6. Mai 2017 – 19. Mai 2017 2 Wochen \| 2 \| Gorillaz \| Humanz \| – \| \| 20. Mai 2017 – 26. Mai 2017 1 Woche \| 1 \| Harry Styles \| Harry Styles \| – \| \| 27. Mai 2017 – 2. Juni 2017 1 Woche \| 1 \| Millionaire \| Sciencing \| – \| \| 3. Juni 2017 – 28. Juli 2017 8 Wochen \| 8 \| Verschiedene Interpreten \| Liefde voor muziek \| – \| \| 29. Juli 2017 – 4. August 2017 1 Woche \| 1 \| Linkin Park \| One More Light \| – \| \| 5. August 2017 – 25. August 2017 3 Wochen \| 3 \| Arcade Fire \| Everything Now \| – \| \| 26. August 2017 – 1. September 2017 1 Woche \| 1 \| Niels Destardsbader \| Speeltijd \| – \| \| 2. September 2017 – 8. September 2017 1 Woche \| 1 \| The War on Drugs \| A Deeper Understanding \| – \| \| 9. September 2017 – 22. September 2017 2 Wochen (insgesamt 2) \| 2 \| Clouseau \| Clouseau30 \| – \| \| 23. September 2017 – 29. September 2017 1 Woche \| 1 \| Foo Fighters \| Concrete and Gold \| – \| \| 30. September 2017 – 6. Oktober 2017 1 Woche (insgesamt 2) \| 2 \| Clouseau \| Clouseau30 \| – \| \| 7. Oktober 2017 – 13. Oktober 2017 1 Woche (insgesamt 3) \| 3 \| Oscar and the Wolf \| Infinity \| – \| \| 14. Oktober 2017 – 20. Oktober 2017 1 Woche \| 1 \| Bart Peeters \| Brood voor morgenvroeg \| – \| \| 21. Oktober 2017 – 27. Oktober 2017 1 Woche \| 1 \| Pink \| Beautiful Trauma \| – \| \| 28. Oktober 2017 – 10. November 2017 2 Wochen (insgesamt 3) \| 3 \| Oscar and the Wolf \| Infinity \| – \| \| 11. November 2017 – 17. November 2017 1 Woche \| 1 \| Sam Smith \| The Thrill of It All \| – \| \| 18. November 2017 – 24. November 2017 1 Woche \| 1 \| Taylor Swift \| Reputation \| – \| \| 25. November 2017 – 8. Dezember 2017 2 Wochen (insgesamt 6) \| 6 \| K3 \| Love Cruise \| – \| \| 9. Dezember 2017 – 15. Dezember 2017 1 Woche \| 1 \| U2 \| Songs of Experience \| – \| \| 16. Dezember 2017 – 12. Januar 2018 4 Wochen (insgesamt 6) \| 6 \| K3 \| Love Cruise \| – \| |                                                  |                                                  |                                                  |                           |
| ← 2016 |                                                  |                                                  |                                                  | → 2018 →                  |
| Zeitraum | Wo. ges.                                         | Interpret                                        | Titel                                            | Zusätzliche Informationen |
| (Zeitraum, Wochen auf Platz eins, Interpret, Titel, zusätzliche Informationen) |                                                  |                                                  |                                                  |                           |
| 17. Dezember 2016 – 20. Januar 2017 5 Wochen (insgesamt 7) | 7                                                | Leonard Cohen                                    | You Want It Darker                               | –                         |
| 21. Januar 2017 – 10. Februar 2017 3 Wochen | 3                                                | The xx                                           | I See You                                        | –                         |
| 11. Februar 2017 – 17. Februar 2017 1 Woche (insgesamt 4) | 4                                                | Bazart                                           | Echo                                             | –                         |
| 18. Februar 2017 – 24. Februar 2017 1 Woche | 1                                                | Rag ’n’ Bone Man                                 | Human                                            | –                         |
| 25. Februar 2017 – 10. März 2017 2 Wochen | 2                                                | Niels Destadsbader                               | Speeltijd                                        | –                         |
| 11. März 2017 – 31. März 2017 3 Wochen (insgesamt 9) | 9                                                | Ed Sheeran                                       | ÷                                                | –                         |
| 1. April 2017 – 7. April 2017 1 Woche | 1                                                | Soulwax                                          | From Deewee                                      | –                         |
| 8. April 2017 – 5. Mai 2017 4 Wochen (insgesamt 9) | 9                                                | Ed Sheeran                                       | ÷                                                | –                         |
| 6. Mai 2017 – 19. Mai 2017 2 Wochen | 2                                                | Gorillaz                                         | Humanz                                           | –                         |
| 20. Mai 2017 – 26. Mai 2017 1 Woche | 1                                                | Harry Styles                                     | Harry Styles                                     | –                         |
| 27. Mai 2017 – 2. Juni 2017 1 Woche | 1                                                | Millionaire                                      | Sciencing                                        | –                         |
| 3. Juni 2017 – 28. Juli 2017 8 Wochen | 8                                                | Verschiedene Interpreten                         | Liefde voor muziek                               | –                         |
| 29. Juli 2017 – 4. August 2017 1 Woche | 1                                                | Linkin Park                                      | One More Light                                   | –                         |
| 5. August 2017 – 25. August 2017 3 Wochen | 3                                                | Arcade Fire                                      | Everything Now                                   | –                         |
| 26. August 2017 – 1. September 2017 1 Woche | 1                                                | Niels Destardsbader                              | Speeltijd                                        | –                         |
| 2. September 2017 – 8. September 2017 1 Woche | 1                                                | The War on Drugs                                 | A Deeper Understanding                           | –                         |
| 9. September 2017 – 22. September 2017 2 Wochen (insgesamt 2) | 2                                                | Clouseau                                         | Clouseau30                                       | –                         |
| 23. September 2017 – 29. September 2017 1 Woche | 1                                                | Foo Fighters                                     | Concrete and Gold                                | –                         |
| 30. September 2017 – 6. Oktober 2017 1 Woche (insgesamt 2) | 2                                                | Clouseau                                         | Clouseau30                                       | –                         |
| 7. Oktober 2017 – 13. Oktober 2017 1 Woche (insgesamt 3) | 3                                                | Oscar and the Wolf                               | Infinity                                         | –                         |
| 14. Oktober 2017 – 20. Oktober 2017 1 Woche | 1                                                | Bart Peeters                                     | Brood voor morgenvroeg                           | –                         |
| 21. Oktober 2017 – 27. Oktober 2017 1 Woche | 1                                                | Pink                                             | Beautiful Trauma                                 | –                         |
| 28. Oktober 2017 – 10. November 2017 2 Wochen (insgesamt 3) | 3                                                | Oscar and the Wolf                               | Infinity                                         | –                         |
| 11. November 2017 – 17. November 2017 1 Woche | 1                                                | Sam Smith                                        | The Thrill of It All                             | –                         |
| 18. November 2017 – 24. November 2017 1 Woche | 1                                                | Taylor Swift                                     | Reputation                                       | –                         |
| 25. November 2017 – 8. Dezember 2017 2 Wochen (insgesamt 6) | 6                                                | K3                                               | Love Cruise                                      | –                         |
| 9. Dezember 2017 – 15. Dezember 2017 1 Woche | 1                                                | U2                                               | Songs of Experience                              | –                         |
| 16. Dezember 2017 – 12. Januar 2018 4 Wochen (insgesamt 6) | 6                                                | K3                                               | Love Cruise                                      | –                         |

### Jahreshitparaden
| ← 2016 ← | Liste der Nummer-eins-Hits in Belgien (Flandern) | Liste der Nummer-eins-Hits in Belgien (Flandern) | Liste der Nummer-eins-Hits in Belgien (Flandern) | 2018 →   |
| \| Singles \| Position# \| Alben \| \| ------------------------------------------------------------------------------------------------------------------------------------------------------------------------------ \| --------- \| ------------------------------------------- \| \| Shape of You Ed Sheeran , Steve Mac, Johnny McDaid, Kandi Burruss, Tameka Cottle, Kevin Briggs \| 1 \| ÷ Ed Sheeran \| \| Despacito Luis Fonsi feat. Daddy Yankee Luis Rodríguez, Erika Ender, Ramón Ayala \| 2 \| Liefde voor muziek Verschiedene Interpreten \| \| Something Just Like This The Chainsmokers & Coldplay Andrew Taggert, Guy Berryman, Jonny Buckland, Will Champion, Chris Martin \| 3 \| Speeltijd Niels Destadsbader \| \| Galway Girl Ed Sheeran , Amy Wadge, Damian McKee, Eamon Murray, Johnny McDaid, Liam Bradley, Niamh Dunne, Sean Graham, Foy Vance \| 4 \| Clouseau30 Clouseau \| \| There’s Nothing Holdin’ Me Back Shawn Mendes , Teddy Geiger, Geoff Warburton, Scott Harris \| 5 \| Infinity Oscar and the Wolf \| \| City Lights Blanche Pierre Dumoulin, Blanche \| 6 \| Echo Bazart \| \| You Don’t Know Me Jax Jones feat. Raye Walter Merziger, Arno Kammermeier, Peter Hayo, Patrick Bodmer, Uzoechi Emenike, Phil D. Young, Timucin Aluo, Janee Bennett, Rachel Keen \| 7 \| Brood voor morgenvroeg Bart Peeters \| \| Symphony Clean Bandit feat. Zara Larsson Jack Patterson, Ammar Malik, Ina Wroldsen, Steve McCutcheon \| 8 \| Love Cruise K3 \| \| Mama Jonas Blue feat. William Singe Jonas Blue, Ed Drewett, Sam Romans \| 9 \| I See You The xx \| \| Habiba Boef Sofiane Boussaadia \| 10 \| A Deeper Understanding The War on Drugs \| |                                                  |                                                  |                                                  |          |
| ← 2016 |                                                  |                                                  |                                                  | → 2018 → |
| Singles | Position#                                        | Alben                                            |                                                  |          |
| Shape of You Ed Sheeran , Steve Mac, Johnny McDaid, Kandi Burruss, Tameka Cottle, Kevin Briggs | 1                                                | ÷ Ed Sheeran                                     |                                                  |          |
| Despacito Luis Fonsi feat. Daddy Yankee Luis Rodríguez, Erika Ender, Ramón Ayala | 2                                                | Liefde voor muziek Verschiedene Interpreten      |                                                  |          |
| Something Just Like This The Chainsmokers & Coldplay Andrew Taggert, Guy Berryman, Jonny Buckland, Will Champion, Chris Martin | 3                                                | Speeltijd Niels Destadsbader                     |                                                  |          |
| Galway Girl Ed Sheeran , Amy Wadge, Damian McKee, Eamon Murray, Johnny McDaid, Liam Bradley, Niamh Dunne, Sean Graham, Foy Vance | 4                                                | Clouseau30 Clouseau                              |                                                  |          |
| There’s Nothing Holdin’ Me Back Shawn Mendes , Teddy Geiger, Geoff Warburton, Scott Harris | 5                                                | Infinity Oscar and the Wolf                      |                                                  |          |
| City Lights Blanche Pierre Dumoulin, Blanche | 6                                                | Echo Bazart                                      |                                                  |          |
| You Don’t Know Me Jax Jones feat. Raye Walter Merziger, Arno Kammermeier, Peter Hayo, Patrick Bodmer, Uzoechi Emenike, Phil D. Young, Timucin Aluo, Janee Bennett, Rachel Keen | 7                                                | Brood voor morgenvroeg Bart Peeters              |                                                  |          |
| Symphony Clean Bandit feat. Zara Larsson Jack Patterson, Ammar Malik, Ina Wroldsen, Steve McCutcheon | 8                                                | Love Cruise K3                                   |                                                  |          |
| Mama Jonas Blue feat. William Singe Jonas Blue, Ed Drewett, Sam Romans | 9                                                | I See You The xx                                 |                                                  |          |
| Habiba Boef Sofiane Boussaadia | 10                                               | A Deeper Understanding The War on Drugs          |                                                  |          |

## Wallonie

### Singles
| ← 2016 ← | Liste der Nummer-eins-Hits in Belgien (Wallonie) | Liste der Nummer-eins-Hits in Belgien (Wallonie)             | Liste der Nummer-eins-Hits in Belgien (Wallonie)                                              | 2018 →                    |
| \| Zeitraum \| Wo. ges. \| Interpret \| Titel Autor(en) \| Zusätzliche Informationen \| \| (Zeitraum, Wochen auf Platz eins, Interpret, Titel, Autor[en], zusätzliche Informationen) \| \| \| \| \| \| ----------------------------------------------------------------------------------------- \| -------- \| ------------------------------------------------------------ \| --------------------------------------------------------------------------------------------- \| ------------------------- \| \| 31. Dezember 2016 – 13. Januar 2017 2 Wochen (insgesamt 3) \| 3 \| Rag ’n’ Bone Man \| Human Jamie Hartman, Rory Graham \| – \| \| 14. Januar 2017 – 3. Februar 2017 3 Wochen \| 3 \| Clean Bandit feat. Sean Paul & Anne-Marie \| Rockabye Jack Patterson, Ina Wroldsen, Steve McCutcheon, Ammar Malik, Sean Paul Henriques \| – \| \| 4. Februar 2017 – 19. Mai 2017 15 Wochen \| 15 \| Ed Sheeran \| Shape of You Ed Sheeran, Steve Mac, Johnny McDaid, Kandi Burruss, Tameka Cottle, Kevin Briggs \| – \| \| 20. Mai 2017 – 1. September 2017 15 Wochen \| 15 \| Luis Fonsi feat. Daddy Yankee \| Despacito Luis Rodríguez, Erika Ender, Ramón Ayala \| – \| \| 2. September 2017 – 6. Oktober 2017 5 Wochen \| 5 \| Calvin Harris feat. Pharrell Williams, Katy Perry & Big Sean \| Feels Adam Wiles, Pharrell Williams, Katy Perry, Brittany Hazzard, Sean Anderson \| – \| \| 7. Oktober 2017 – 27. Oktober 2017 3 Wochen \| 3 \| Niska \| Réseaux Le Motif, Niska, Pyroman, Heezy Lee \| – \| \| 28. Oktober 2017 – 17. November 2017 3 Wochen \| 3 \| Kalash feat. Damso \| Mwaka Moon Kalash, Damso \| – \| \| 18. November 2017 – 2. Februar 2018 11 Wochen \| 11 \| Ed Sheeran \| Perfect Ed Sheeran \| – \| |                                                  |                                                              |                                                                                               |                           |
| ← 2016 |                                                  |                                                              |                                                                                               | → 2018 →                  |
| Zeitraum | Wo. ges.                                         | Interpret                                                    | Titel Autor(en)                                                                               | Zusätzliche Informationen |
| (Zeitraum, Wochen auf Platz eins, Interpret, Titel, Autor[en], zusätzliche Informationen) |                                                  |                                                              |                                                                                               |                           |
| 31. Dezember 2016 – 13. Januar 2017 2 Wochen (insgesamt 3) | 3                                                | Rag ’n’ Bone Man                                             | Human Jamie Hartman, Rory Graham                                                              | –                         |
| 14. Januar 2017 – 3. Februar 2017 3 Wochen | 3                                                | Clean Bandit feat. Sean Paul & Anne-Marie                    | Rockabye Jack Patterson, Ina Wroldsen, Steve McCutcheon, Ammar Malik, Sean Paul Henriques     | –                         |
| 4. Februar 2017 – 19. Mai 2017 15 Wochen | 15                                               | Ed Sheeran                                                   | Shape of You Ed Sheeran, Steve Mac, Johnny McDaid, Kandi Burruss, Tameka Cottle, Kevin Briggs | –                         |
| 20. Mai 2017 – 1. September 2017 15 Wochen | 15                                               | Luis Fonsi feat. Daddy Yankee                                | Despacito Luis Rodríguez, Erika Ender, Ramón Ayala                                            | –                         |
| 2. September 2017 – 6. Oktober 2017 5 Wochen | 5                                                | Calvin Harris feat. Pharrell Williams, Katy Perry & Big Sean | Feels Adam Wiles, Pharrell Williams, Katy Perry, Brittany Hazzard, Sean Anderson              | –                         |
| 7. Oktober 2017 – 27. Oktober 2017 3 Wochen | 3                                                | Niska                                                        | Réseaux Le Motif, Niska, Pyroman, Heezy Lee                                                   | –                         |
| 28. Oktober 2017 – 17. November 2017 3 Wochen | 3                                                | Kalash feat. Damso                                           | Mwaka Moon Kalash, Damso                                                                      | –                         |
| 18. November 2017 – 2. Februar 2018 11 Wochen | 11                                               | Ed Sheeran                                                   | Perfect Ed Sheeran                                                                            | –                         |

### Alben
| ← 2016 ← | Liste der Nummer-eins-Hits in Belgien (Wallonie) | Liste der Nummer-eins-Hits in Belgien (Wallonie) | Liste der Nummer-eins-Hits in Belgien (Wallonie) | 2018 →                    |
| \| Zeitraum \| Wo. ges. \| Interpret \| Titel \| Zusätzliche Informationen \| \| (Zeitraum, Wochen auf Platz eins, Interpret, Titel, zusätzliche Informationen) \| \| \| \| \| \| ------------------------------------------------------------------------------ \| -------- \| ------------------------ \| ------------------------------------- \| ------------------------- \| \| 31. Dezember 2016 – 3. Februar 2017 5 Wochen (insgesamt 10) \| 10 \| M. Pokora \| My Way \| – \| \| 4. Februar 2017 – 10. Februar 2017 1 Woche (insgesamt 4) \| 4 \| Julien Doré \| & \| – \| \| 11. Februar 2017 – 17. Februar 2017 1 Woche (insgesamt 10) \| 10 \| M. Pokora \| My Way \| – \| \| 18. Februar 2017 – 3. März 2017 2 Wochen (insgesamt 4) \| 4 \| Julien Doré \| & \| – \| \| 4. März 2017 – 10. März 2017 1 Woche \| 1 \| Kids United \| Le live \| – \| \| 11. März 2017 – 24. März 2017 2 Wochen \| 2 \| Les Enfoirés \| Mission Enfoirés \| – \| \| 25. März 2017 – 7. April 2017 2 Wochen \| 2 \| Depeche Mode \| Spirit \| – \| \| 8. April 2017 – 5. Mai 2017 4 Wochen (insgesamt 6) \| 6 \| Loïc Nottet \| Selfocracy \| – \| \| 6. Mai 2017 – 12. Mai 2017 1 Woche \| 1 \| Damso \| Ipséité \| – \| \| 13. Mai 2017 – 26. Mai 2017 2 Wochen (insgesamt 6) \| 6 \| Loïc Nottet \| Selfocracy \| – \| \| 27. Mai 2017 – 2. Juni 2017 1 Woche \| 1 \| Benjamin Biolay \| Volver \| – \| \| 3. Juni 2017 – 9. Juni 2017 1 Woche \| 1 \| The Beatles \| Sgt. Pepper’s Lonely Hearts Club Band \| – \| \| 10. Juni 2017 – 23. Juni 2017 2 Wochen \| 2 \| Roger Waters \| Is This The Life We Really Want? \| – \| \| 24. Juni 2017 – 30. Juni 2017 1 Woche \| 1 \| London Grammar \| Truth Is a Beautiful Thing \| – \| \| 1. Juli 2017 – 4. August 2017 5 Wochen (insgesamt 7) \| 7 \| Bigflo & Oli \| La vraie vie \| – \| \| 5. August 2017 – 11. August 2017 1 Woche \| 1 \| Arcade Fire \| Everything Now \| – \| \| 12. August 2017 – 25. August 2017 2 Wochen (insgesamt 7) \| 7 \| Bigflo & Oli \| La vraie vie \| – \| \| 26. August 2017 – 1. September 2017 1 Woche \| 1 \| Kids United \| 3 – Forever United \| – \| \| 2. September 2017 – 15. September 2017 2 Wochen \| 2 \| Calogero \| Liberté chérie \| – \| \| 16. September 2017 – 6. Oktober 2017 3 Wochen \| 3 \| Indochine \| 13 \| – \| \| 7. Oktober 2017 – 27. Oktober 2017 3 Wochen \| 3 \| Florent Pagny \| Le présent d’abord \| – \| \| 28. Oktober 2017 – 3. November 2017 1 Woche \| 1 \| Orelsan \| La fête est finie \| – \| \| 4. November 2017 – 24. November 2017 3 Wochen \| 3 \| Michel Sardou \| Le choix de fou \| – \| \| 25. November 2017 – 26. Januar 2018 9 Wochen \| 9 \| Verschiedene Interpreten \| On a tous quelque chose de Johnny \| – \| |                                                  |                                                  |                                                  |                           |
| ← 2016 |                                                  |                                                  |                                                  | → 2018 →                  |
| Zeitraum | Wo. ges.                                         | Interpret                                        | Titel                                            | Zusätzliche Informationen |
| (Zeitraum, Wochen auf Platz eins, Interpret, Titel, zusätzliche Informationen) |                                                  |                                                  |                                                  |                           |
| 31. Dezember 2016 – 3. Februar 2017 5 Wochen (insgesamt 10) | 10                                               | M. Pokora                                        | My Way                                           | –                         |
| 4. Februar 2017 – 10. Februar 2017 1 Woche (insgesamt 4) | 4                                                | Julien Doré                                      | &                                                | –                         |
| 11. Februar 2017 – 17. Februar 2017 1 Woche (insgesamt 10) | 10                                               | M. Pokora                                        | My Way                                           | –                         |
| 18. Februar 2017 – 3. März 2017 2 Wochen (insgesamt 4) | 4                                                | Julien Doré                                      | &                                                | –                         |
| 4. März 2017 – 10. März 2017 1 Woche | 1                                                | Kids United                                      | Le live                                          | –                         |
| 11. März 2017 – 24. März 2017 2 Wochen | 2                                                | Les Enfoirés                                     | Mission Enfoirés                                 | –                         |
| 25. März 2017 – 7. April 2017 2 Wochen | 2                                                | Depeche Mode                                     | Spirit                                           | –                         |
| 8. April 2017 – 5. Mai 2017 4 Wochen (insgesamt 6) | 6                                                | Loïc Nottet                                      | Selfocracy                                       | –                         |
| 6. Mai 2017 – 12. Mai 2017 1 Woche | 1                                                | Damso                                            | Ipséité                                          | –                         |
| 13. Mai 2017 – 26. Mai 2017 2 Wochen (insgesamt 6) | 6                                                | Loïc Nottet                                      | Selfocracy                                       | –                         |
| 27. Mai 2017 – 2. Juni 2017 1 Woche | 1                                                | Benjamin Biolay                                  | Volver                                           | –                         |
| 3. Juni 2017 – 9. Juni 2017 1 Woche | 1                                                | The Beatles                                      | Sgt. Pepper’s Lonely Hearts Club Band            | –                         |
| 10. Juni 2017 – 23. Juni 2017 2 Wochen | 2                                                | Roger Waters                                     | Is This The Life We Really Want?                 | –                         |
| 24. Juni 2017 – 30. Juni 2017 1 Woche | 1                                                | London Grammar                                   | Truth Is a Beautiful Thing                       | –                         |
| 1. Juli 2017 – 4. August 2017 5 Wochen (insgesamt 7) | 7                                                | Bigflo & Oli                                     | La vraie vie                                     | –                         |
| 5. August 2017 – 11. August 2017 1 Woche | 1                                                | Arcade Fire                                      | Everything Now                                   | –                         |
| 12. August 2017 – 25. August 2017 2 Wochen (insgesamt 7) | 7                                                | Bigflo & Oli                                     | La vraie vie                                     | –                         |
| 26. August 2017 – 1. September 2017 1 Woche | 1                                                | Kids United                                      | 3 – Forever United                               | –                         |
| 2. September 2017 – 15. September 2017 2 Wochen | 2                                                | Calogero                                         | Liberté chérie                                   | –                         |
| 16. September 2017 – 6. Oktober 2017 3 Wochen | 3                                                | Indochine                                        | 13                                               | –                         |
| 7. Oktober 2017 – 27. Oktober 2017 3 Wochen | 3                                                | Florent Pagny                                    | Le présent d’abord                               | –                         |
| 28. Oktober 2017 – 3. November 2017 1 Woche | 1                                                | Orelsan                                          | La fête est finie                                | –                         |
| 4. November 2017 – 24. November 2017 3 Wochen | 3                                                | Michel Sardou                                    | Le choix de fou                                  | –                         |
| 25. November 2017 – 26. Januar 2018 9 Wochen | 9                                                | Verschiedene Interpreten                         | On a tous quelque chose de Johnny                | –                         |

### Jahreshitparaden
| ← 2016 ← | Liste der Nummer-eins-Hits in Belgien (Wallonie) | Liste der Nummer-eins-Hits in Belgien (Wallonie)           | Liste der Nummer-eins-Hits in Belgien (Wallonie) | 2018 →   |
| \| Singles \| Position# \| Alben \| \| ------------------------------------------------------------------------------------------------------------------------------------------------------------------------------ \| --------- \| ---------------------------------------------------------- \| \| Shape of You Ed Sheeran , Steve Mac, Johnny McDaid, Kandi Burruss, Tameka Cottle, Kevin Briggs \| 1 \| Selfocracy Loïc Nottet \| \| Despacito Luis Fonsi feat. Daddy Yankee Luis Rodríguez, Erika Ender, Ramón Ayala \| 2 \| 13 Indochine \| \| Something Just Like This The Chainsmokers & Coldplay Andrew Taggert, Guy Berryman, Jonny Buckland, Will Champion, Chris Martin \| 3 \| Liberté chérie Calogero \| \| It Ain’t Me Kygo & Selena Gomez Kyrre Gørvell-Dahll, Selena Gomez, Andrew Wotman, Brian Lee, Ali Tamposi \| 4 \| ÷ Ed Sheeran \| \| I Feel It Coming The Weeknd feat. Daft Punk Abel Tesfaye, Thomas Bangalter, Guy-Manuel de Homem-Christo, Martin McKinney, Henry Walter, Eric Chedeville \| 5 \| On a tous quelque chose de Johnny Verschiedene Interpreten \| \| Issues Julia Michaels , Benjamin Levin, Tor Hermansen, Mikkel Eriksen, Justin Tranter \| 6 \| & Julien Doré \| \| You Don’t Know Me Jax Jones feat. Raye Walter Merziger, Arno Kammermeier, Peter Hayo, Patrick Bodmer, Uzoechi Emenike, Phil D. Young, Timucin Aluo, Janee Bennett, Rachel Keen \| 7 \| Spirit Depeche Mode \| \| Rockabye Clean Bandit feat. Sean Paul & Anne-Marie Jack Patterson, Ina Wroldsen, Steve McCutcheon, Ammar Malik, Sean Paul Henriques \| 8 \| Le présent d’abord Florent Pagny \| \| Je m’en vais Vianney Vianney Bureau \| 9 \| Le choix de fou Michel Sardou \| \| Attention Charlie Puth , Jacob Kasher \| 10 \| Ipséité Damso \| |                                                  |                                                            |                                                  |          |
| ← 2016 |                                                  |                                                            |                                                  | → 2018 → |
| Singles | Position#                                        | Alben                                                      |                                                  |          |
| Shape of You Ed Sheeran , Steve Mac, Johnny McDaid, Kandi Burruss, Tameka Cottle, Kevin Briggs | 1                                                | Selfocracy Loïc Nottet                                     |                                                  |          |
| Despacito Luis Fonsi feat. Daddy Yankee Luis Rodríguez, Erika Ender, Ramón Ayala | 2                                                | 13 Indochine                                               |                                                  |          |
| Something Just Like This The Chainsmokers & Coldplay Andrew Taggert, Guy Berryman, Jonny Buckland, Will Champion, Chris Martin | 3                                                | Liberté chérie Calogero                                    |                                                  |          |
| It Ain’t Me Kygo & Selena Gomez Kyrre Gørvell-Dahll, Selena Gomez, Andrew Wotman, Brian Lee, Ali Tamposi | 4                                                | ÷ Ed Sheeran                                               |                                                  |          |
| I Feel It Coming The Weeknd feat. Daft Punk Abel Tesfaye, Thomas Bangalter, Guy-Manuel de Homem-Christo, Martin McKinney, Henry Walter, Eric Chedeville | 5                                                | On a tous quelque chose de Johnny Verschiedene Interpreten |                                                  |          |
| Issues Julia Michaels , Benjamin Levin, Tor Hermansen, Mikkel Eriksen, Justin Tranter | 6                                                | & Julien Doré                                              |                                                  |          |
| You Don’t Know Me Jax Jones feat. Raye Walter Merziger, Arno Kammermeier, Peter Hayo, Patrick Bodmer, Uzoechi Emenike, Phil D. Young, Timucin Aluo, Janee Bennett, Rachel Keen | 7                                                | Spirit Depeche Mode                                        |                                                  |          |
| Rockabye Clean Bandit feat. Sean Paul & Anne-Marie Jack Patterson, Ina Wroldsen, Steve McCutcheon, Ammar Malik, Sean Paul Henriques | 8                                                | Le présent d’abord Florent Pagny                           |                                                  |          |
| Je m’en vais Vianney Vianney Bureau | 9                                                | Le choix de fou Michel Sardou                              |                                                  |          |
| Attention Charlie Puth , Jacob Kasher | 10                                               | Ipséité Damso                                              |                                                  |          |